# Мусил, Войко
Войко Мусил (словен. Vojko Musil; 18 августа 1945 — 5 июня 2023) — югославский и словенский шахматист; международный мастер (1967).
Участник 7-го чемпионата мира среди юниоров (1963) в г. Врнячка-Баня (15-е место, 30 участников).
В составе сборной Югославии участник матча с командой Венгрии (1962) в г. Будапеште (выиграл обе партии, показав 100-процентный результат).
В составе команды «Maribor Metalna» многократный участник командных чемпионатов Югославии (1962—1963, 1965—1973, 1975, 1977—1980, 1984—1985, 1988). Завоевал 2 медали в команде — серебряную (1962) и бронзовую (1978), а также 2 золотые медали в индивидуальном зачёте (1963, на 6-й доске и 1980, на 3-й доске).
По состоянию на ноябрь 2021 года не входил в число активных словенских шахматистов и занимал 43-ю позицию в национальном рейтинг-листе.

## Изменения рейтинга
| Графики недоступны из-за технических проблем. См. информацию на Фабрикаторе и на mediawiki.org. |